# Воля Рокитницька
Воля Рокитницька (пол. Wola Rokietnicka) — село на Закерзонні, у ґміні Рокитниця Ярославського повіту Підкарпатського воєводства, у Польщі.

## Розташування
Знаходиться в західній частині Надсяння. Розташоване на відстані 3 км на південь від адміністративного центру ґміни Рокитниці, 17 км на південь від повітового центру Ярослава і 49 км на схід від воєводського центру Ряшева.

## Історія
У 1508 р. селом володів Станіслав Дершняк.
За податковим реєстром 1515 р. село належало Дершняку, були 20 ланів (коло 500 га) оброблюваної землі та 11 не оброблюваної землі, млин, корчма.
За податковим реєстром 1589 р. село належало Станіславу Дершняку, були 8 ланів (коло 200 га) оброблюваної землі, млин, корчма, 8 загородників із земельною ділянкою і 10 без земельної ділянки, 3 коморники з тягловою худобою і 13 без тяглової худоби, 5 ремісників. До 1772 року Воля Рокитницька входила до складу Перемишльської землі Руського воєводства Королівства Польського.
Після розпаду Австро-Угорщини і утворення 1 листопада 1918 р. Західноукраїнської Народної Республіки Воля Рокитницька разом з усім Надсянням були окуповані Польщею в результаті кривавої війни. Воля Рокитницька входила до Ярославського повіту Львівського воєводства.
16 серпня 1945 року Москва підписала й опублікувала офіційно договір з Польщею про встановлення лінії Керзона українсько-польським кордоном. Українці не могли протистояти антиукраїнському терору після Другої світової війни. Частину добровільно-примусово виселили в СРСР. Решта українців попала в 1947 році під етнічну чистку під час проведення Операції «Вісла» і була депортована на понімецькі землі у західній та північній частині польської держави, що до 1945 належали Німеччині.